# رأی بی‌اثر
به آن تعداد از آرای نامزد برنده که بیش از حد نصاب لازم برای پیروزی بوده‌اند یا آرای نامزدهای شکست خورده که در تعیین برندهٔ انتخابات تأثیری نداشته باشند، رأی بی‌اثر گفته می‌شود. به عبارت دیگر به هر رأیی که در رسیدن به هدفش، یعنی انتخاب نامزد مورد نظر، تأثیرگذار نباشد، رأی بی‌اثر گفته می‌شود.
به بیان ساده‌تر، در یک انتخابات، نامزدها برای پیروزی در انتخابات، باید حد نصابی از آرا (مثلاً نصف بعلاوهٔ یک آرا) را کسب کنند. حال اگر تعداد آرای نامزد پیروز، بیش‌تر از حد نصاب لازم باشد، آن آرای اضافه در سرنوشت نامزد برنده تأثیری نخواهند داشت. چون نامزد برنده، حد نصاب آرا را کسب کرده و پیروز شده است حال اگر چندهزار رأی بیش‌تر به نام او باشد، در سرنوشت او اثری نخواهند داشت. همین حکم در مورد آرای نامزدهایی که حدنصاب آرا را کسب نکرده و شکست خورده‌اند هم صادق است. چون آن نامزدها شکست خورده‌اند و اگر چندهزار رأی از آرای آن‌ها کم شود، اثری در سرنوشت آن‌ها نخواهد داشت. در نتیجه، این آرا در کل نتیجهٔ انتخابات، بی‌اثر خواهند شد.
معمولاً آن نظام‌های انتخاباتی مطلوب هستند که میزان رأی‌های بی‌اثر در آن‌ها در کمترین حد ممکن باشد. وجود رأی‌های بی‌اثر در یک انتخابات می‌تواند منجر به احساس سرخوردگی و بی‌میلی شرکت‌کنندگان نسبت به شرکت در انتخابات شود. از آن مهم‌تر اینکه وجود رأی بی‌اثر به آن معناست که افراد صاحب این رأی‌ها در نتیجهٔ حاصل از انتخابات هیچ نماینده‌ای ندارند و این موضوع تأثیر مستقیمی در کیفیت و کمیت نمایندگان در یک نظام سیاسی خواهد داشت.
نظام انتخاباتی رأی انتقال‌پذیر، روش مناسبی برای جلوگیری از به‌وجود آمدن آرای بی اثر در انتخابات است.
باید توجه داشت که هرچند در سامانه‌های انتخاباتی تک‌برنده مانند انتخابات ریاست‌جمهوری وجود رأی‌های بی‌اثر اجتناب‌ناپذیر است، اما در مقابل در انتخابات قوهٔ مقننه معمولاً چنین نیست. در کارزارهای سیاسی که دارای چندین برنده هستند، تعداد رأی‌های بی‌اثر رابطهٔ مستقیمی با خود نظام مورد استفاده دارد به طوری که در برخی از نظام‌های انتخاباتی اکثر رأی‌ها بی‌اثر می‌شوند و در برخی دیگر رأی ۷۰ الی ۸۰٪ رأی‌دهندگان مؤثر خواهد بود.